# Cratere Hilsa
Hilsa è un cratere sulla superficie di Marte.